# مسجد الحاج فرامرز أسدي
مسجد الحاج فرامرز أسدي (بالفارسية: مسجد حاج فرامرز اسدی) هو واحد من أقدم المساجد الإسلامية التاريخية في محافظة عيلام، ويقع في وسط مدينة أركواز ملكشاهي.

## تاريخ البناء
تم بناء هذا المسجد في وسط مدينة آركواز (أركواز ملكشاهي) عام 1332 ه.ق حسب النظام الشمسي لعام 1292 هـ على شرف الأمیر عالیجاه توشمال الحاج فرامرز أسدي، رئيس قبيلة الملكشاهية وحاكم بوشتکوه (محافظة إيلام) وأساتذة الأصفهاني. هذا المسجد هو أول مسجد بني في محافظة عيلام. بالإضافة إلى اسم مسجد الحاج فرامرز أسدي ، يُعرف هذا المسجد أيضًا باسم المسجد لرسول الله.

## مواصفات البناء
يشبه الأسلوب أسلوب المساجد الصفوية وله واحد من أجمل الأقواس المقببة. يحتوي المسجد على نوافذ مقوسة لتهوية الهواء داخل المسجد والحفاظ على برودة المسجد خلال فصل الصيف.